# Chiesa di San Giorgio (Lucca)
La chiesa di San Giorgio è una chiesa di Lucca che si trova in località Sorbano del Giudice.

## Storia e descrizione
Ricostruita quasi integralmente nel XIX secolo, conserva resti di un arredo medievale che testimoniano l'importanza della costruzione. I due leoni accovacciati sostenevano probabilmente le colonne di un pulpito che aggettava dal presbiterio. Ora sono collocati sotto il fonte battesimale, una semplice vasca circolare attorno alla quale si snoda il corpo di un drago. L'epigrafe che vi è incisa rivela in Biduino l'artefice dell'opera, databile alla seconda metà del XII secolo.